# Řád sv. Michala a sv. Jiří

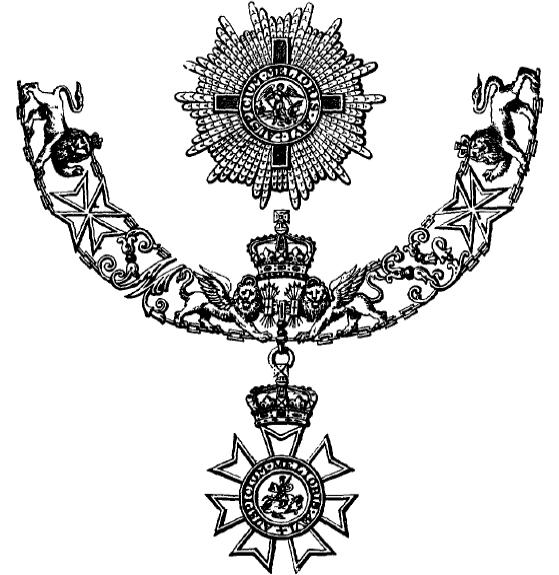
Velký kříž Řádu sv. Michala a sv. Jiří

Řád svatého Michala a svatého Jiří (anglicky: Order of St Michael and St George) je rytířský řád založený 28. dubna 1818 princem Jiřím, pozdějším britským králem Jiřím IV., který v té době vládl jako princ regent za svého otce krále Jiřího III.
Řád je pojmenovaný na počest dvou vojenských světců, svatého Michala a svatého Jiří. Je „udělován mužům a ženám ve vysokém úřadě, kteří vykonali mimořádnou nebo významnou nevojenskou službu v cizí zemi. Cizinci mohou být jmenováni jako čestní členové.“
Řád se uděluje ve třech stupních: Knight Grand Cross či Dame Grand Cross (GCMG), Knight Commander (KCMG) či Dame Commander (DCMG) a Companion (CMG), přičemž v tomto výčtu je nejvyšší stupeň uveden na prvním místě a nejnižší na posledním.